# Retusanus irroratus
Retusanus irroratus är en insektsart som beskrevs av Delong 1945. Retusanus irroratus ingår i släktet Retusanus och familjen dvärgstritar. Inga underarter finns listade i Catalogue of Life.